# Comuna Vesele, Oleksandrivka
Vesele (în ucraineană Веселе) este o comună în raionul Oleksandrivka, regiunea Kirovohrad, Ucraina, formată din satele Haiove, Polove și Vesele (reședința).

## Demografie
Componența lingvistică a comunei Vesele
     Ucraineană (97,94%)
     Rusă (1,55%)
     Alte limbi (0,13%)
Conform recensământului din 2001, majoritatea populației comunei Vesele era vorbitoare de ucraineană (97,94%), existând în minoritate și vorbitori de rusă (1,55%).